# Il signor Belvedere va in collegio
Il signor Belvedere va in collegio (Mr. Belvedere Goes to College) è un film del 1949 diretto da Elliott Nugent. Si tratta del secondo film della trilogia del Signor Belvedere, seguito di Governante rubacuori (1948).

## Trama
Lynn Belvedere, sebbene sia stato l'autore di successo di uno scandaloso libro, best-selling dal titolo Hummingbird Hill (come descritto in sitting Pretty), non ne ha beneficiato finanziariamente, avendo dovuto sostenere più cause in proposito. Un requisito per ottenere un premio di $10 000 è quello di essersi laureato presso un college.
Per avere questo requisito, Belvedere decide di iscriversi alla Clemens University. Il rettore dell'università glielo permette, ma alla condizione che lui non faccia nulla che risulti a detrimento della istituzione. Belvedere intende completare il programma quadriennale in un solo anno, anche se non ha una formale cultura. Egli passa gli esami d'ingresso a pieni voti poiché è un genio autodidatta. 
Gli viene assegnata una camera da letto insieme alla matricola Corny Whittaker e a un prepotente studente del secondo anno, Avery Brubaker. Una compagna studentessa che scrive per un giornale della scuola, Ellen Baker, vuole intervistarlo ma lui rifiuta. 
Belvedere ottiene un lavoro come cameriere in un locale per studenti dallo studente coordinatore Bill Chase. Bill si interessa a Ellen, e più tardi, a un pranzo, la presenta a sua madre, che è la responsabile della sorellanza del college. Belvedere corregge il comportamento della ragazza e la sua etichetta al pranzo. 
Belvedere viene punito per essersi rasato durante la "Whisker Week": egli deve indossare una barba finta fino a nuovo ordine. Ellen gli scatta una fotografia quando ha ancora la barba per un articolo che sta scrivendo.
L'articolo comprende citazioni di Belvedere che scontentano molto l'università, anche se Belvedere afferma che per esse non era prevista la pubblicazione e pensa di far causa a Ellen e all'università. Invece, Belvedere consiglia Ellen a non pubblicare puri pettegolezzi in futuro e a non mandare un altro, più lungo articolo, alla rivista Look.
Quando i rapporti fra Bill ed Ellen diventano più stretti, lei lo presenta al suo giovane figlio, Davy, dicendogli di essere una vedova di guerra. Egli viene colto alla sprovvista, ma ripensandoci decide che la ama, si riconciliano e si fidanzano. 
Quando Ellen viene accolta freddamente dalla madre di Bill, pensa che Belvedere abbia detto a Mrs. Chase del di lei figlio. Ella quindi decide dopo tutto di inviare alla rivista il suo articolo su Belvedere, Bill la prega di non farlo ma lei non gli dà retta. Belvedere prova a parlarle, mal ei non lo lascia neanche entrare in casa. Egli allora guarda dall'esterno della finestra ma la polizia lo sorprende e lo arresta credendolo un guardone. Belvedere viene rilasciato quando Ellen lascia cadere le accuse. Egli fa poi in modo che lei si riconcili con Bill.
Belvedere non solo ottiene la sua laurea in un anno ma è anche l'incaricato di tenere il discorso di commiato. Nella scena finale, mentre il Presidente della Clemens consegna a Belvedere il suo diploma, questi consegna al Presidente della Clemens una rivista arrotolata. Il Presidente la srotola e si accorge che si tratta di una copia di Look… con in copertina una fotografia di Mr. Belvedere che riceve il proprio diploma di laurea e l'articolo di fondo. Belvedere quindi infrange la quarta parete e sorride consapevolmente al pubblico.